# راي قاي
راي قاي (بالإنجليزية: Ray Guy)‏ (و. 1949  م) هو لاعب كرة قدم أمريكية، من الولايات المتحدة، ولد في سوينسبورغ، يلعب كراكل ‏.

## التعليم
تعلم في ثانوية طومسون ‏، وجامعة جنوب المسيسيبي.

## جوائز
حصل على جوائز منها:
- قاعة مشاهير محترفي كرة القدم.

## روابط خارجية
- راي قاي على موقع مرجع كرة القدم المحترفة.كوم (الإنجليزية)
- راي قاي على موقع قاعة جورجيا للمشاهير الرياضية (مؤرشف) (الإنجليزية)
- راي قاي على موقع قاعة ميسيسيبي للمشاهير الرياضية (الإنجليزية)